# Henry Ward (baloncestista)
Henry Lorette Ward (Jackson, Misisipi, 30 de enero de 1952) es un exjugador de baloncesto estadounidense que jugó una temporada en la NBA, otra en la ABA y una más en la liga italiana. Con 1,93 metros de estatura, lo hacía en la posición de escolta.

## Trayectoria deportiva

### Universidad
Jugó durante cuatro temporadas con los Tigers de la Universidad Estatal de Jackson, siendo incluido en su temporada sénior en el mejor quinteto de la Southwestern Athletic Conference, tras promediar 14,4 puntos y  liderar la conferencia con 8,6 rebotes por partido.

### Profesional
Fue elegido en la nonagésimo novena posición del Draft de la NBA de 1975 por Cleveland Cavaliers, y también por los San Antonio Spurs en la séptima ronda del draft de la ABA, fichando por estos últimos. En su primera temporada promedió 5,4 puntos y 2,3 rebotes por partido.
Al año siguiente la ABA se fusionó con la NBA, y los Spurs fueron uno de los equipos que dieron el salto a la otra liga. Ward jugó una temporada más en el equipo, promediando 3,1 puntos y 1,2 rebotes por partido.
En 1977 fichó por el Olimpia Cagliari de la liga italiana.

## Estadísticas de su carrera en la ABA y la NBA

### Temporada regular
| Temp.   | Edad | Equipo            | Liga  | Pos. | P  | TIT | MIN  | TC  | TCA | %TC  | 3P  | 3PA | %3P  | 2P  | 2PA | %2P  | TL  | TLA | %TL  | R.OF. | R.DEF. | REB | ASIS | ROB | TAP | PER | FP  | PTS |
| 1975-76 | 24   | San Antonio Spurs | ABA   | SG   | 61 |     | 11.3 | 2.5 | 5.5 | .462 | 0.1 | 0.4 | .261 | 2.4 | 5.1 | .477 | 0.3 | 0.4 | .593 | 0.7   | 1.6    | 2.3 | 0.6  | 0.3 | 0.2 | 0.7 | 1.6 | 5.4 |
| 1976-77 | 25   | San Antonio Spurs | NBA   | SG   | 27 |     | 6.3  | 1.3 | 3.3 | .378 |     |     |      | 1.3 | 3.3 | .378 | 0.6 | 0.6 | .882 | 0.4   | 0.9    | 1.2 | 0.2  | 0.2 | 0.2 |     | 1.1 | 3.1 |
| Total   |      |                   | TOTAL |      | 88 |     | 9.8  | 2.1 | 4.8 | .444 | 0.1 | 0.4 | .261 | 2.1 | 4.5 | .455 | 0.4 | 0.5 | .705 | 0.6   | 1.3    | 2.0 | 0.5  | 0.3 | 0.2 | 0.7 | 1.5 | 4.7 |
|         |      |                   | ABA   |      | 61 |     | 11.3 | 2.5 | 5.5 | .462 | 0.1 | 0.4 | .261 | 2.4 | 5.1 | .477 | 0.3 | 0.4 | .593 | 0.7   | 1.6    | 2.3 | 0.6  | 0.3 | 0.2 | 0.7 | 1.6 | 5.4 |
|         |      |                   | NBA   |      | 27 |     | 6.3  | 1.3 | 3.3 | .378 |     |     |      | 1.3 | 3.3 | .378 | 0.6 | 0.6 | .882 | 0.4   | 0.9    | 1.2 | 0.2  | 0.2 | 0.2 |     | 1.1 | 3.1 |